# Michael Huffington
Michael Huffington (Dallas, 3 settembre 1947) è un politico e produttore cinematografico statunitense, membro della Camera dei rappresentanti per lo stato della California dal 1993 al 1995.

## Biografia
Nato a Dallas, Huffington è figlio dell'imprenditore Roy M. Huffington (che fu anche nominato ambasciatore in Austria dal Presidente George H. W. Bush). Dopo aver studiato a Stanford University e ad Harvard, Huffington lavorò come vicepresidente dell'impresa di famiglia. Nel frattempo si dedicò anche alla politica e lavorò come collaboratore dell'allora deputato Bush, per poi essere assunto al Dipartimento della Difesa da Ronald Reagan.
Nel 1992 si candidò alla Camera dei rappresentanti e riuscì a sconfiggere nelle primarie repubblicane il deputato in carica Robert J. Lagomarsino, per poi vincere anche le elezioni generali. Dopo un solo mandato da deputato, Huffington si candidò al Senato nel 1994, riuscendo ad ottenere la nomination repubblicana per il seggio. Nelle elezioni generali tuttavia venne sconfitto di misura dalla senatrice democratica Dianne Feinstein.
Dal 1986 al 1997 è stato sposato con la giornalista Arianna Huffington, fondatrice dell'Huffington Post, testata per la quale lo stesso Michael ha svolto a più riprese l'attività di blogger. Dopo aver lasciato il Congresso, Huffington intraprese la professione di produttore cinematografico, ma continuò a praticare attivismo politico.